# Saint-Lary (Ariège)
Pour les articles homonymes, voir Saint-Lary.
Saint-Lary est une commune française située dans le département de l'Ariège, en région Occitanie.
Ses habitants sont appelés les Saint-Hilariens.
Saint-Lary est une commune rurale qui compte 147 habitants en 2022, après avoir connu un pic de population de 1 697 habitants en 1846. Ses habitants sont appelés les Saint-Hilariens ou Saint-Hilariennes.

## Géographie

### Localisation
La commune de Saint-Lary se trouve dans le département de l'Ariège, en région Occitanie.
Elle se situe à 58 km à vol d'oiseau de Foix, préfecture du département, et à 21 km de Saint-Girons, sous-préfecture.
Les communes les plus proches sont : 
Augirein (1,9 km), Galey (1,9 km), Portet-d'Aspet (2,7 km), Saint-Jean-du-Castillonnais (3,1 km), Orgibet (3,4 km), Herran (5,1 km), Buzan (5,8 km), Illartein (5,9 km).
Sur le plan historique et culturel, Saint-Lary fait partie du Couserans, pays aux racines gasconnes structuré par le cours du Salat (affluent de la Garonne), que rien ne prédisposait à rejoindre les anciennes dépendances du comté de Foix.
|                        | Portet-d'Aspet (Haute-Garonne) | Galey    |
| Boutx (Haute-Garonne)  | Saint-Lary                     | Augirein |
| Melles (Haute-Garonne) | Antras                         |          |

### Géologie et relief
La commune est située dans les Pyrénées, une chaîne montagneuse jeune, érigée durant l'ère tertiaire (il y a 40 millions d'années environ), en même temps que les Alpes. Elle est traversée par la Faille nord-pyrénéenne, qui sépare la Zone axiale pyrénéenne (ZA) ou haute chaîne primaire de la Zone nord-pyrénéenne (ZNP), au nord. Les terrains affleurants sur le territoire communal sont constitués de roches sédimentaires datant pour certaines du Mésozoïque, anciennement appelé Ère secondaire, qui s'étend de −252,2 à −66,0 Ma, et pour d'autres du Paléozoïque, une ère géologique qui s'étend de −541 à −252,2 Ma. La structure détaillée des couches affleurantes est décrite dans la feuille « n°1073 - Aspect » de la carte géologique harmonisée au 1/50 000ème du département de l'Ariège, et sa notice associée.
La superficie cadastrale de la commune publiée par l’Insee, qui sert de références dans toutes les statistiques, est de 33,91 km2,. La superficie géographique, issue de la BD Topo, composante du Référentiel à grande échelle produit par l'IGN, est quant à elle de 34,26 km2. Son relief est particulièrement escarpé puisque la dénivelée maximale atteint 1 556 mètres. L'altitude du territoire varie entre 654 m et 2 210 m au pic de la Calabasse.

### Hydrographie

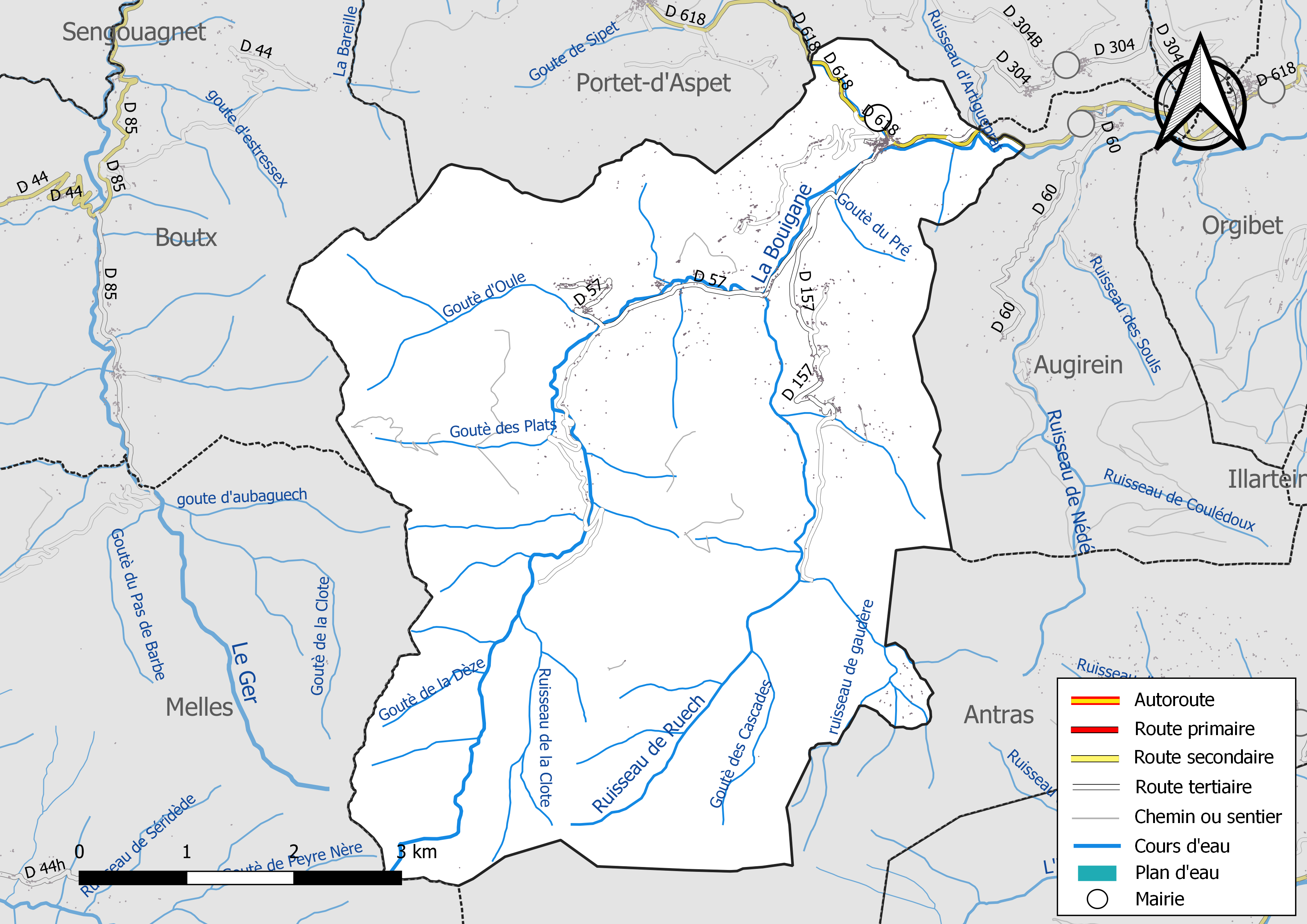
Réseaux hydrographique et routier de Saint-Lary.

La commune est dans le bassin versant de la Garonne, au sein du bassin hydrographique Adour-Garonne. Elle est drainée par la Bouigane, le ruisseau de Ruech, Goutè de la Dèze, Goutè de la Gauzière, Goutè de la Mouillère Rouge, Goutè de la Sapinière, Goutè des Cascades, Goute de Sipet, Goutè des Plats, Goutè Doule, Goutè du Pré, le ruisseau d'Artigueprat, le ruisseau de Caudéron, le ruisseau de gaudère, et par divers petits cours d'eau, constituant un réseau hydrographique de 51 km de longueur totale,.
La Bouigane, d'une longueur totale de 24,2 km, prend sa source dans la commune de Saint-Lary et s'écoule du sud vers le nord puis d'ouest en est. Elle traverse la commune et se jette dans le Lez à Audressein, après avoir traversé 8 communes.

### Climat
Pour des articles plus généraux, voir Climat de l'Occitanie et Climat de l'Ariège.
En 2010, le climat de la commune est de type climat des marges montargnardes, selon une étude s'appuyant sur une série de données couvrant la période 1971-2000. En 2020, Météo-France publie une typologie des climats de la France métropolitaine dans laquelle la commune est exposée à un climat de montagne et est dans la région climatique Pyrénées centrales, caractérisée par une pluviométrie annuelle de 1 000 à 1 200 mm.
Pour la période 1971-2000, la température annuelle moyenne est de 10,4 °C, avec une amplitude thermique annuelle de 14,4 °C. Le cumul annuel moyen de précipitations est de 1 167 mm, avec 10,3 jours de précipitations en janvier et 8 jours en juillet. Pour la période 1991-2020, la température moyenne annuelle observée sur la station météorologique la plus proche, située sur la commune d'Augirein à 2 km à vol d'oiseau, est de 11,7 °C et le cumul annuel moyen de précipitations est de 1 257,9 mm,. Pour l'avenir, les paramètres climatiques de la commune estimés pour 2050 selon différents scénarios d'émission de gaz à effet de serre sont consultables sur un site dédié publié par Météo-France en novembre 2022.

### Milieux naturels et biodiversité

#### Espaces protégés
La protection réglementaire est le mode d’intervention le plus fort pour préserver des espaces naturels remarquables et leur biodiversité associée,.
La commune fait partie du parc naturel régional des Pyrénées ariégeoises, créé en 2009 et d'une superficie de 245 973 ha, qui s'étend sur 138 communes du département. Ce territoire unit les plus hauts sommets aux frontières de l’Andorre et de l’Espagne (la Pique d'Estats, le mont Valier, etc) et les plus hautes vallées des avants-monts, jusqu’aux plissements du Plantaurel.

#### Zones naturelles d'intérêt écologique, faunistique et floristique
L’inventaire des zones naturelles d'intérêt écologique, faunistique et floristique (ZNIEFF) a pour objectif de réaliser une couverture des zones les plus intéressantes sur le plan écologique, essentiellement dans la perspective d’améliorer la connaissance du patrimoine naturel national et de fournir aux différents décideurs un outil d’aide à la prise en compte de l’environnement dans l’aménagement du territoire.
Quatre ZNIEFF de type 1 sont recensées sur la commune :
- le « réseau hydrographique de la Bouigane en aval de Saint-Lary » (114 ha), couvrant 14 communes dont 13 dans l'Ariège et 1 dans la Haute-Garonne[26] ;
- le « sud de la vallée de la Bellongue » (6 155 ha), couvrant 16 communes dont 13 dans l'Ariège et 3 dans la Haute-Garonne[27] ;
- la « vallée du Biros » (8 628 ha), couvrant 5 communes dont 4 dans l'Ariège et 1 dans la Haute-Garonne[28] ;
- le « versant nord du massif du Crabère et massifs annexes de Saint-Béat à Saint-Lary » (8 786 ha), couvrant 8 communes dont 2 dans l'Ariège et 6 dans la Haute-Garonne[29] ;

et deux ZNIEFF de type 2, : 
- le « massif d'Arbas » (27 233 ha), couvrant 90 communes dont 48 dans l'Ariège et 42 dans la Haute-Garonne[30] ;
- les « montagnes entre la haute vallée de la Garonne et la haute vallée du Lez » (28 414 ha), couvrant 21 communes dont 15 dans l'Ariège et 6 dans la Haute-Garonne[31].

Carte des ZNIEFF de type 1 et 2 à Saint-Lary.
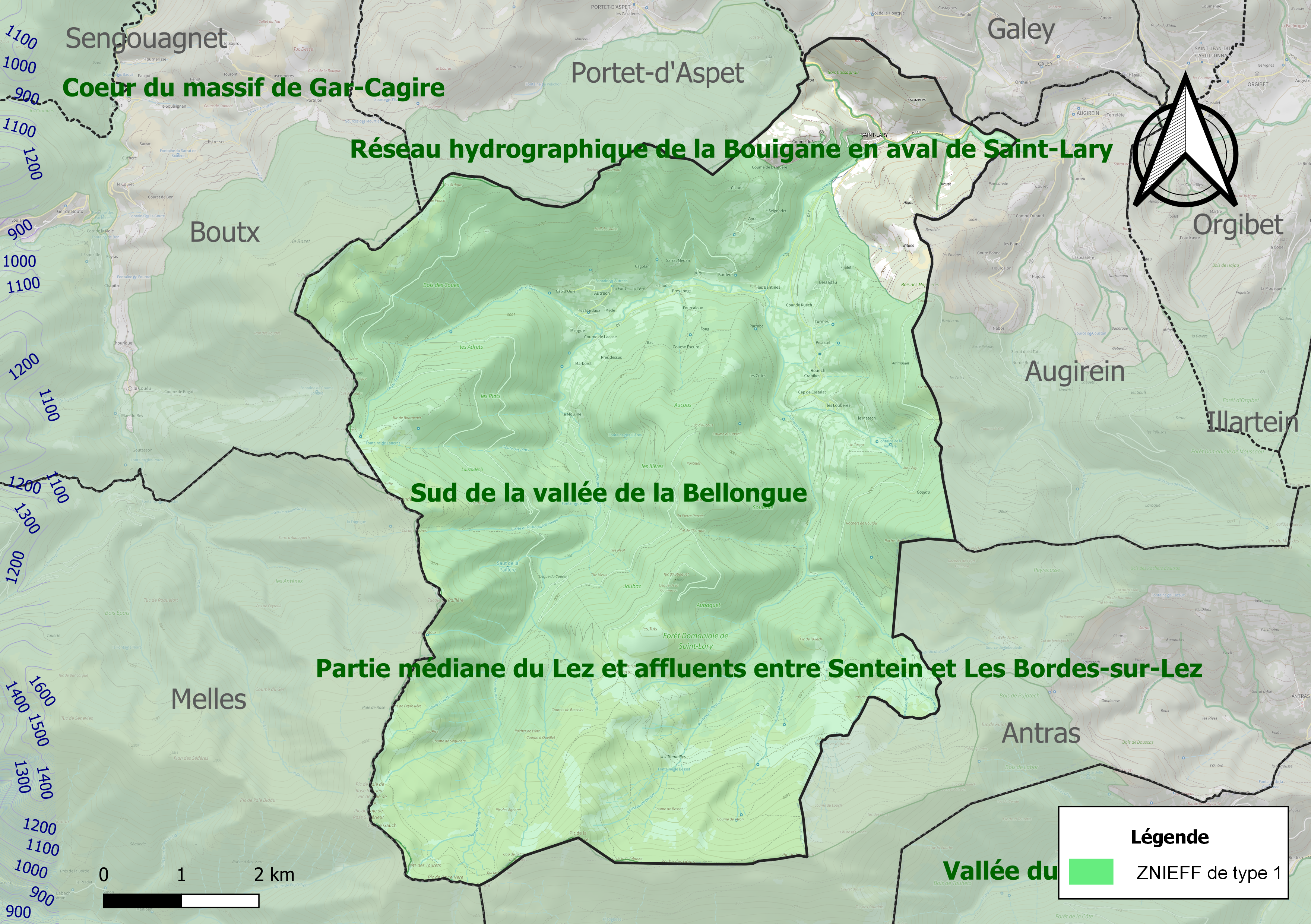
Carte des ZNIEFF de type 1 sur la commune.
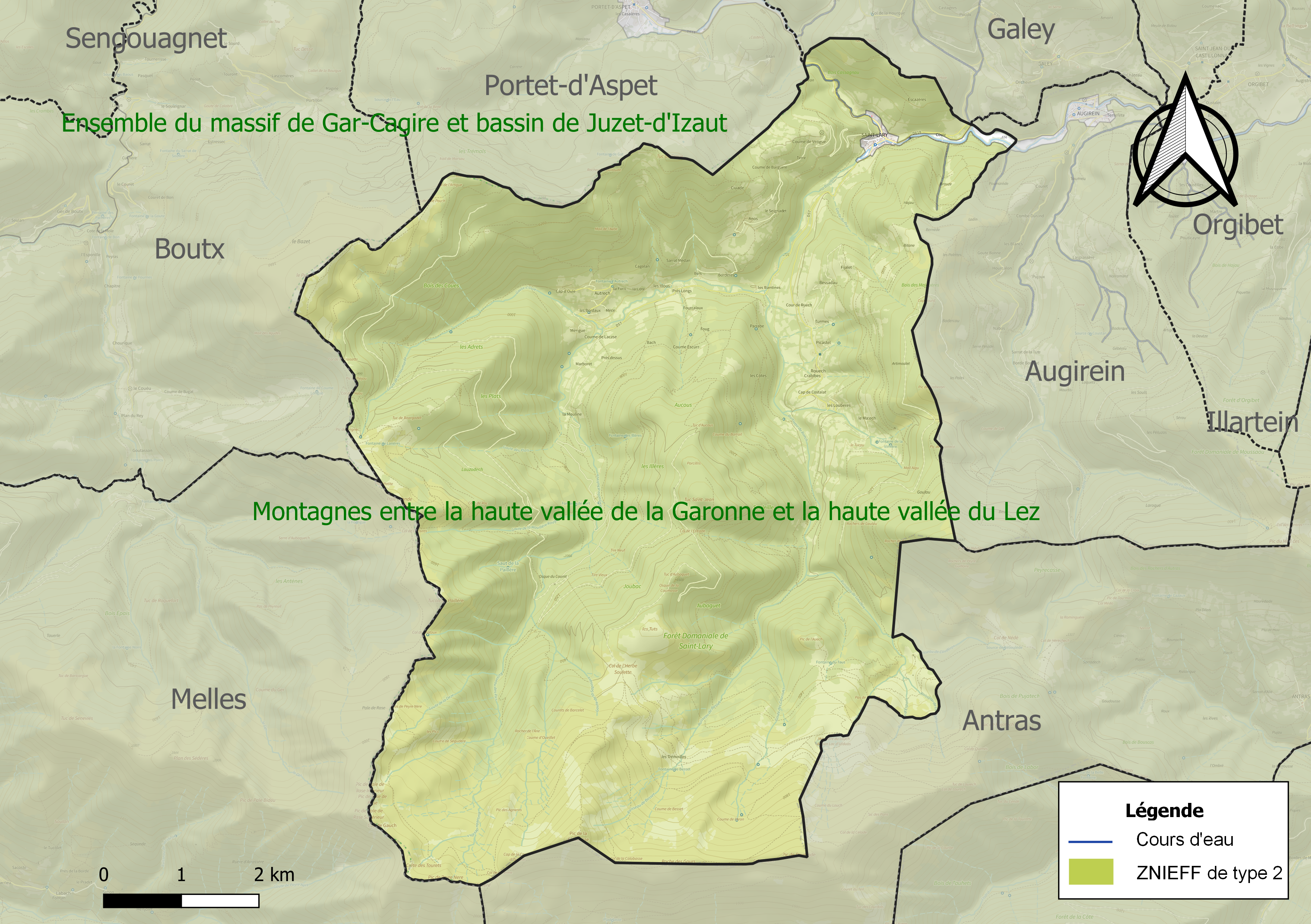
Carte des ZNIEFF de type 2 sur la commune.

## Urbanisme

### Typologie
Au 1er janvier 2024, Saint-Lary est catégorisée commune rurale à habitat très dispersé, selon la nouvelle grille communale de densité à 7 niveaux définie par l'Insee en 2022.
Elle est située hors unité urbaine et hors attraction des villes,.

### Occupation des sols
L'occupation des sols de la commune, telle qu'elle ressort de la base de données européenne d’occupation biophysique des sols Corine Land Cover (CLC), est marquée par l'importance des forêts et milieux semi-naturels (90,1 % en 2018), en diminution par rapport à 1990 (91 %). La répartition détaillée en 2018 est la suivante : 
forêts (64,8 %), milieux à végétation arbustive et/ou herbacée (20,7 %), prairies (9,9 %), espaces ouverts, sans ou avec peu de végétation (4,6 %). L'évolution de l’occupation des sols de la commune et de ses infrastructures peut être observée sur les différentes représentations cartographiques du territoire : la carte de Cassini (XVIIIe siècle), la carte d'état-major (1820-1866) et les cartes ou photos aériennes de l'IGN pour la période actuelle (1950 à aujourd'hui).

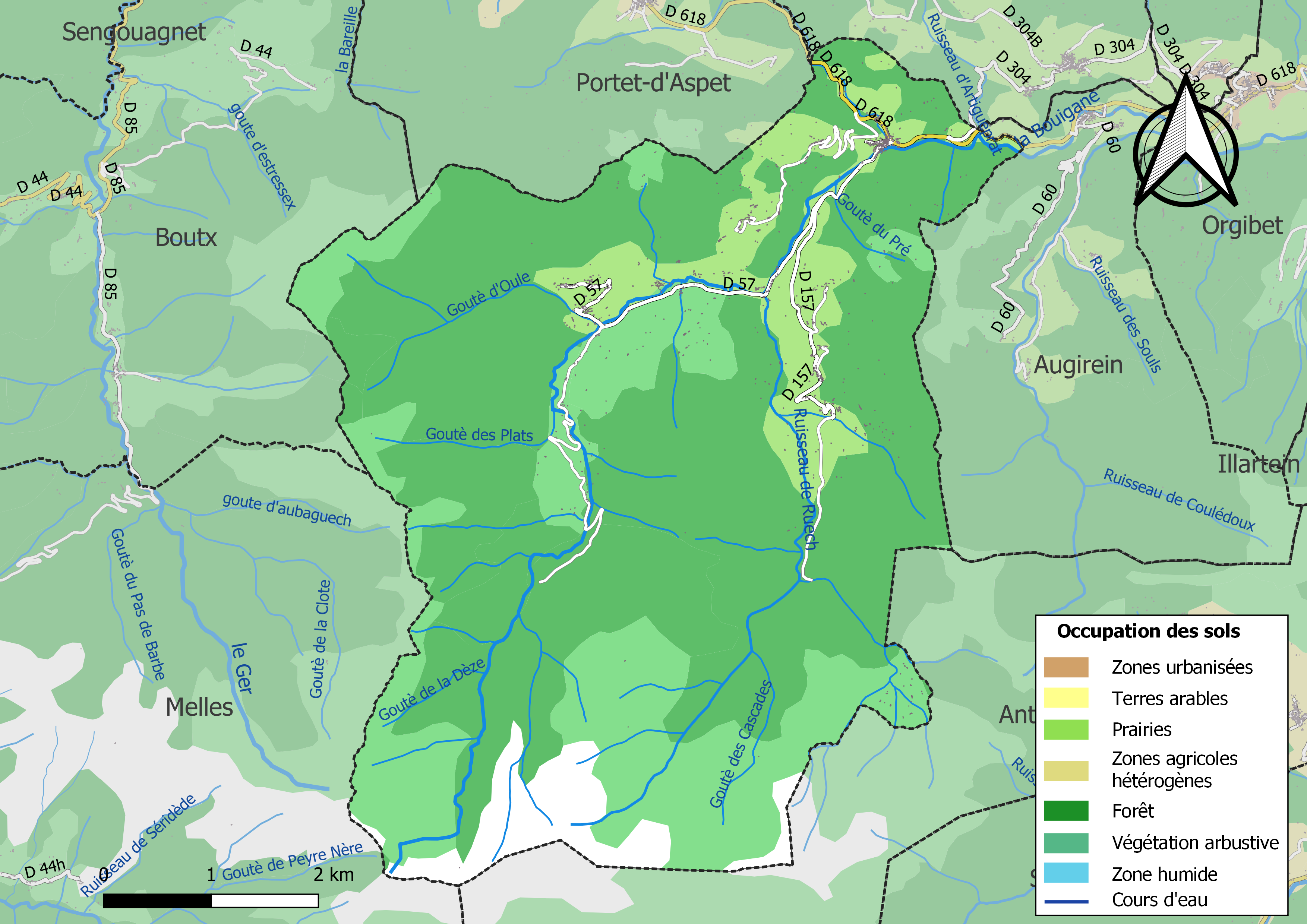
Carte des infrastructures et de l'occupation des sols de la commune en 2018 (CLC).

### Hameaux et lieux-dits
Anos, Autrech, Coume-Eoumengue, Coumecure, Rouech...

### Habitat et logement
En 2018, le nombre total de logements dans la commune était de 358, alors qu'il était de 329 en 2013 et de 347 en 2008.
Parmi ces logements, 20,6 % étaient des résidences principales, 75,4 % des résidences secondaires et 3,9 % des logements vacants. Ces logements étaient pour 97,2 % d'entre eux des maisons individuelles et pour 1,1 % des appartements.
Le tableau ci-dessous présente la typologie des logements à Saint-Lary en 2018 en comparaison avec celle de l'Ariège et de la France entière. Une caractéristique marquante du parc de logements est ainsi une proportion de résidences secondaires et logements occasionnels (75,4 %) supérieure à celle du département (24,6 %) et à celle de la France entière (9,7 %). Concernant le statut d'occupation de ces logements, 81,3 % des habitants de la commune sont propriétaires de leur logement (81,4 % en 2013), contre 66,3 % pour l'Ariège et 57,5 % pour la France entière.
| Typologie                                               | Saint-Lary | Ariège | France entière |
| ------------------------------------------------------- | ---------- | ------ | -------------- |
| Résidences principales (en %)                           | 20,6       | 65,7   | 82,1           |
| Résidences secondaires et logements occasionnels (en %) | 75,4       | 24,6   | 9,7            |
| Logements vacants (en %)                                | 3,9        | 9,7    | 8,2            |

### Risques majeurs
Le territoire de la commune de Saint-Lary est vulnérable à différents aléas naturels : inondations, climatiques (grand froid ou canicule), feux de forêts, mouvements de terrains, avalanche  et séisme (sismicité moyenne). Il est également exposé à un risque particulier, le risque radon,.

#### Risques naturels

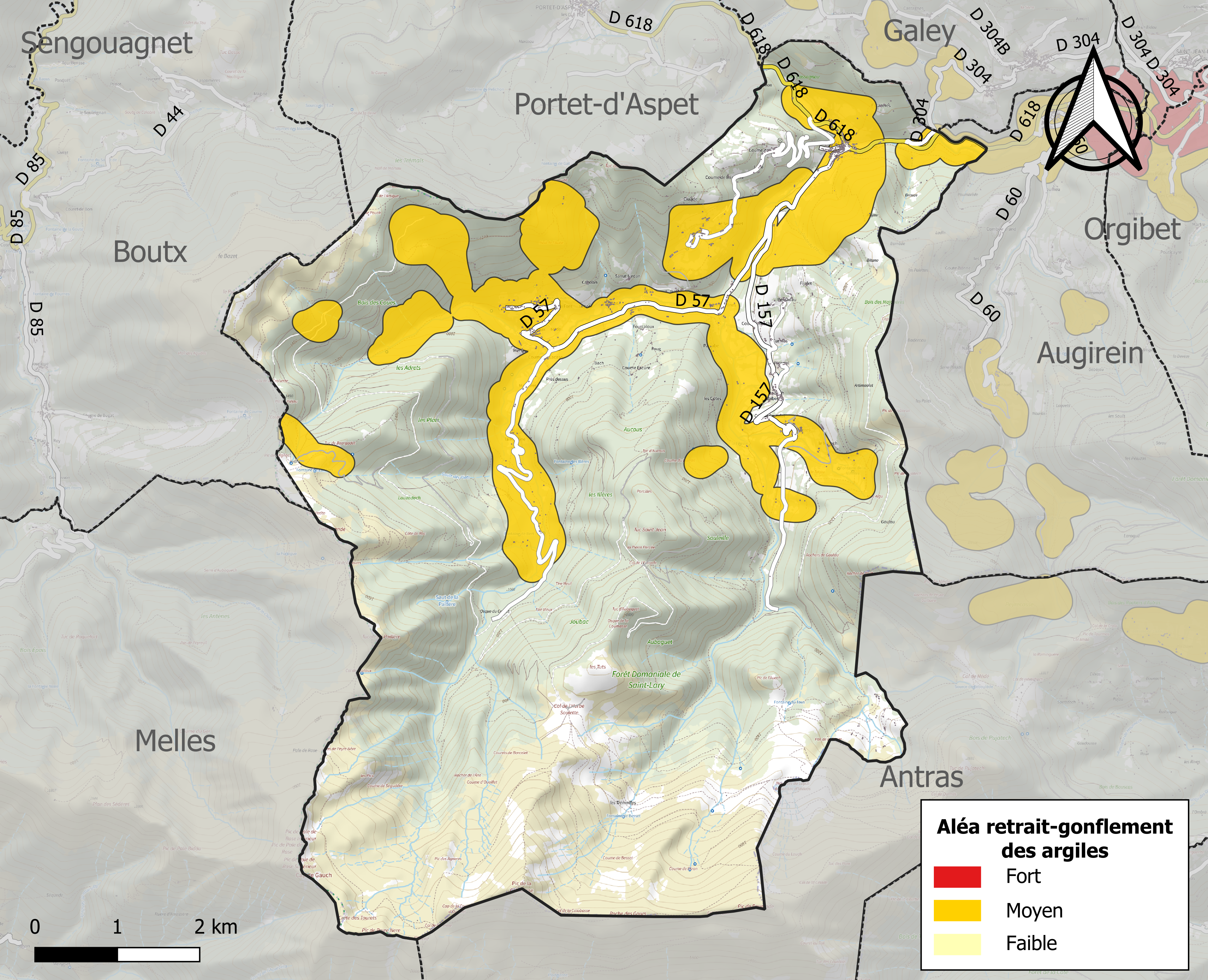
Zonage de l'aléa retrait-gonflement des argiles sur la commune de Saint-Lary.

Certaines parties du territoire communal sont susceptibles d’être affectées par le risque d’inondation par crue torrentielle d'un cours d'eau, ou ruissellement d'un versant.
Les mouvements de terrains susceptibles de se produire sur la commune sont soit des chutes de blocs, soit des glissements de terrains, soit des effondrements liés à des cavités souterraines, soit des mouvements liés au retrait-gonflement des argiles. Près de 50 % de la superficie du département est concernée par l'aléa retrait-gonflement des argiles, dont la commune de Saint-Lary. L'inventaire national des cavités souterraines permet par ailleurs de localiser celles situées sur la commune.

#### Risque particulier
Dans plusieurs parties du territoire national, le radon, accumulé dans certains logements ou autres locaux, peut constituer une source significative d’exposition de la population aux rayonnements ionisants. Toutes les communes du département sont concernées par le risque radon à un niveau plus ou moins élevé. Selon la classification de 2018, la commune de Saint-Lary est classée en zone 3, à savoir zone à potentiel radon significatif.

## Histoire
Saint-Lary se trouve sur le chemin du piémont pyrénéen (GR78), une des variantes des chemins de Saint-Jacques de Compostelle.
En 1668, Louis de Froidour, grand-maître des forêts nommé par Colbert, réglemente les droits d’usage des communautés de Saint-Lary, Augistrou et Orgibet.
Sous le Consulat et l’Empire, l’État reprend les forêts aux communes et en mai 1829, les besoins en charbon de bois des forges d’Engomer ont nettement contribué à la « Guerre des Demoiselles » qui commença dans le Castillonnais.
Au début du XXe siècle, des mines d’argent et de plomb étaient exploitées à l’Estremaille au lieu-dit Barguerasses et à la Sapinière, ainsi que des ardoisières.

## Politique et administration

### Découpage territorial
La commune de Saint-Lary est membre de la communauté de communes Couserans-Pyrénées, un établissement public de coopération intercommunale (EPCI) à fiscalité propre créé le 18 novembre 2016 dont le siège est à Saint-Lizier. Ce dernier est par ailleurs membre d'autres groupements intercommunaux.
Sur le plan administratif, elle est rattachée à l'arrondissement de Saint-Girons, au département de l'Ariège, en tant que circonscription administrative de l'État, et à la région Occitanie.
Sur le plan électoral, elle dépend du canton du Couserans Ouest pour l'élection des conseillers départementaux, depuis le redécoupage cantonal de 2014 entré en vigueur en 2015, et de la première circonscription de l'Ariège  pour les élections législatives, depuis le redécoupage électoral de 1986.

### Liste des maires
| Période                                  | Période  | Identité     | Étiquette | Qualité                    |
| ---------------------------------------- | -------- | ------------ | --------- | -------------------------- |
| mars 2001                                | En cours | Gérard Dubuc | LR        | Retraité Fonction publique |
| Les données manquantes sont à compléter. |          |              |           |                            |

## Démographie
L'évolution du nombre d'habitants est connue à travers les recensements de la population effectués dans la commune depuis 1793. Pour les communes de moins de 10 000 habitants, une enquête de recensement portant sur toute la population est réalisée tous les cinq ans, les populations de référence des années intermédiaires étant quant à elles estimées par interpolation ou extrapolation. Pour la commune, le premier recensement exhaustif entrant dans le cadre du nouveau dispositif a été réalisé en 2007.

En 2022, la commune comptait 147 habitants, en évolution de +11,36 % par rapport à 2016 (Ariège : +1,48 %, France hors Mayotte : +2,11 %).
| 1793 | 1800 | 1806  | 1821  | 1831  | 1836  | 1841  | 1846  | 1851  |
| ---- | ---- | ----- | ----- | ----- | ----- | ----- | ----- | ----- |
| 974  | 930  | 1 214 | 1 446 | 1 460 | 1 490 | 1 630 | 1 697 | 1 591 |

| 1856  | 1861  | 1866  | 1872  | 1876  | 1881  | 1886  | 1891  | 1896  |
| ----- | ----- | ----- | ----- | ----- | ----- | ----- | ----- | ----- |
| 1 620 | 1 683 | 1 395 | 1 440 | 1 357 | 1 333 | 1 231 | 1 220 | 1 103 |

| 1901  | 1906  | 1911 | 1921 | 1926 | 1931 | 1936 | 1946 | 1954 |
| ----- | ----- | ---- | ---- | ---- | ---- | ---- | ---- | ---- |
| 1 223 | 1 080 | 867  | 789  | 639  | 643  | 630  | 427  | 341  |

| 1962 | 1968 | 1975 | 1982 | 1990 | 1999 | 2006 | 2007 | 2012 |
| ---- | ---- | ---- | ---- | ---- | ---- | ---- | ---- | ---- |
| 293  | 245  | 165  | 147  | 133  | 136  | 151  | 153  | 134  |

| 2017 | 2022 | - | - | - | - | - | - | - |
| ---- | ---- | - | - | - | - | - | - | - |
| 131  | 147  | - | - | - | - | - | - | - |

## Économie

### Emploi
| Division       | 2008   | 2013   | 2018   |
| -------------- | ------ | ------ | ------ |
| Commune        | 10,1 % | 14,1 % | 18,6 % |
| Département    | 8,9 %  | 11,1 % | 11,2 % |
| France entière | 8,3 %  | 10 %   | 10 %   |

En 2018, la population âgée de 15 à 64 ans s'élève à 69 personnes, parmi lesquelles on compte 62,9 % d'actifs (44,3 % ayant un emploi et 18,6 % de chômeurs) et 37,1 % d'inactifs,. Depuis 2008, le taux de chômage communal (au sens du recensement) des 15-64 ans est supérieur à celui de la France et du département.
La commune est hors attraction des villes,. Elle compte 26 emplois en 2018, contre 27 en 2013 et 35 en 2008. Le nombre d'actifs ayant un emploi résidant dans la commune est de 34, soit un indicateur de concentration d'emploi de 74,5 % et un taux d'activité parmi les 15 ans ou plus de 41 %.
Sur ces 34 actifs de 15 ans ou plus ayant un emploi, 20 travaillent dans la commune, soit 57 % des habitants. Pour se rendre au travail, 74,3 % des habitants utilisent un véhicule personnel ou de fonction à quatre roues, 5,7 % les transports en commun, 5,7 % s'y rendent en deux-roues, à vélo ou à pied et 14,3 % n'ont pas besoin de transport (travail au domicile).

### Activités hors agriculture
17 établissements sont implantés  à Saint-Lary au 31 décembre 2019.
Le secteur de l'industrie manufacturière, des industries extractives et autres est prépondérant sur la commune puisqu'il représente 35,3 % du nombre total d'établissements de la commune (6 sur les 17 entreprises implantées  à Saint-Lary), contre 12,9 % au niveau départemental.
- Fromagerie : « Le Pic de la Calabasse » est un fromage de vache au lait cru affiné au village dans la tradition des fromages du Couserans.
- Restaurant « L'auberge de l'isard », dépôt de presse.
- Épicerie.
- Chapelière modiste, à Anos.
- Créations artisanales, en cuir, plumes, perles d'argile, à Rouech.
- Extraction et mise en bouteilles de sève de bouleau « Sève de montagne » certifiée biologique, aux Bantines.

### Agriculture
La commune fait partie de la petite région agricole dénommée « Région pyrénéenne ». En 2010, l'orientation technico-économique de l'agriculture  sur la commune est l'élevage d'herbivores hors bovins, caprins et porcins.
|                                   | 1988 | 2000 | 2010 |
| --------------------------------- | ---- | ---- | ---- |
| Exploitations                     | 25   | 12   | 11   |
| Superficie agricole utilisée (ha) | 535  | 334  | 334  |

Le nombre d'exploitations agricoles en activité et ayant leur siège dans la commune est passé de 25 lors du recensement agricole de 1988 à 12 en 2000 puis à 11 en 2010, soit une baisse de 56 % en 22 ans. Le même mouvement est observé à l'échelle du département qui a perdu pendant cette période 48 % de ses exploitations. La surface agricole utilisée sur la commune a également diminué, passant de 535 ha en 1988 à 334 ha en 2010. Parallèlement la surface agricole utilisée moyenne par exploitation a augmenté, passant de 21 à 30 ha.

## Culture locale et patrimoine

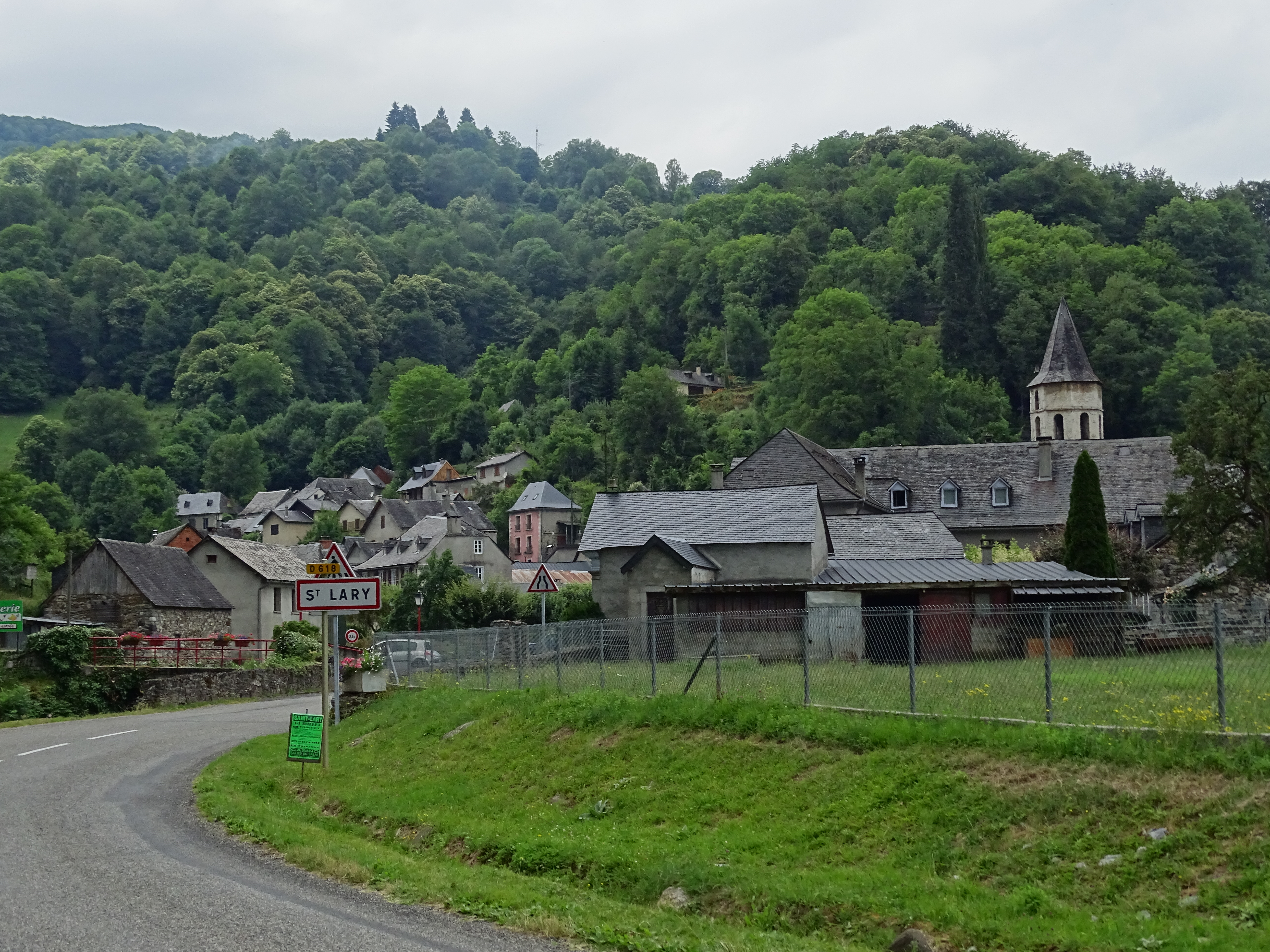
Le village de Saint-Lary en Ariège avec vue sur le clocher de l'église en arrière-plan.

### Lieux et monuments
- Église Saint-Hilaire avec clocher de style roman.
- Pic de la Calabasse (2 210 m), point culminant et montagne emblématique de la vallée.

### Héraldique
| Blason de Saint-Lary | Blason  | D'azur à la montagne de sinople enneigée d'argent, au chef tiercé en pal, au 1er d'or à la croix tréflée de gueules, au 2e d'azur à la coquille couchée d'or, au 3e d'or à l'orle de gueules. DeviseSe pasas per aqui, y retornaras (« Si tu passes par ici, tu y reviendras »)         |
| Blason de Saint-Lary | Détails | La montagne est pour le pic de la Calabasse, la coquille symbolise le chemin du piémont pyrénéen, itinéraire du pèlerinage de Saint-Jacques-de-Compostelle, qui traverse la commune et enfin l'orle est repris des armes du Couserans. Le statut officiel du blason reste à déterminer. |